# توتر نفسي
في علم النفس، الإجهاد هو شعور ب التوتر والضغط العاطفي. الإجهاد هو نوع من الألم النفسي. قد تكون الكميات الصغيرة من التوتر مرغوبة ومفيدة وحتى صحية. يساعد الضغط الإيجابي على تحسين الأداء الرياضي. ويُعد عاملًا في التحفيز والتكيف ورد الفعل تجاه البيئة. مع ذلك، قد تؤدي الكميات المفرطة من الإجهاد إلى ضرر جسدي. قد يزيد الإجهاد من خطر الإصابة بالسكتات الدماغية والنوبات القلبية والقرحة والأمراض العقلية مثل الاكتئاب وأيضًا تفاقم حالة موجودة مسبقًا.
قد يكون الإجهاد خارجيًا ومرتبطًا بالبيئة، وقد يكون أيضًا بسبب التصورات الداخلية التي تجعل الفرد يشعر بالقلق أو المشاعر السلبية الأخرى المحيطة بموقف ما، مثل الضغط وعدم الراحة ونحو ذلك، فتُعد بعد ذلك مرهقة.
اقترح هانز سيلي (1974) أربعة أشكال مختلفة من التوتر. في أحد المحاور، حدد الإجهاد الجيد (النشوة) والضغط السيئ (الضيق)، وبالمقابل الإجهاد المفرط (فرط الإجهاد) والتخفيف (تقليل الضغط). يدافع سيلي عن تحقيق التوازن بينها، الهدف النهائي هو تحقيق التوازن بين فرط التوتر والضغط النفسي مثاليًا والحصول على أكبر قدر ممكن من النشوة.
مصطلح (eustress) يأتي من الجذر اليوناني eu- والذي يعني «جيد» -كما في «النشوة». وتنتج عندما يختبر الشخص ضغوطًا إيجابية. ينبع «القلق» من جذر لاتيني di، يعني التنافر أو الخلاف.
الضيق المحدد طبيًا مهدد لنوعية الحياة. يحدث عندما يتجاوز الطلب بدرجة كبيرة قدرات الشخص. قد يسبب الإجهاد الصداع.
يمكن التفكير في العوامل الخارجية التي لا تشكل تهديداً أو تسبب توتراً بذاتها على أنها آثار ما بعد الصدمة. هذا ويمكن أن تكون المحفّزات موتّرة، كأن يتعرض شخص للتوتر بعد سماع أغنية معينة أو مشاهدة شيء يذكره بأحداث مهددة سابقة. يتعرض الإنسان للتوتر عندما يعتقد أن قدرته على التأقلم مع مصادر التهديد والعقبات (سواء كانت مواقف أو ظروف أو حتى أشخاص) غير كافية. عندما نعتقد أن المتطلبات التي تقع على عاتقنا تتجاوز قدرتنا على التعامل معها، نكون عرضة للتوتر والإجهاد.

## آليات التعامل مع التوتر
يتعامل الشخص مع التهديدات الملموسة التي قد تسبب التوتر بطرق مختلفة. ثمة تصنيفات مختلفة للتأقلم والتعامل مع المسببات، أو قد نسميها آليات الدفاع، لكنها متغيرات تدور في فلك فكرة عامة واحدة وهي أن هناك طرقاً جيدة ومنتجة وطرقاً أخرى سيئة للتعامل مع التوتر. ونظراً لكون التوتر محسوس فإن الآليات التالية لا تتعامل مع الظروف الفعلية التي تسبب التوتر بالضرورة. لكن يمكن اعتبارها طرقاً للتأقلم إذا كانت تتيح للشخص تأقلماً أفضل مع المشاعر السلبية والحصر النفسي الذي يعاني منه نتيجة التواجد في وضع مسبب للتوتر، بدلاً من تصحيح المصدر المسبب للتوتر.
أُخذت الآليات التالية من المصدر "DSM-IV Adaptive Functioning Scale, APA, 1994"

### آليات قابلة للتكيّف، فعالة، وتركز على المشكلة
هذه المهارات هي ما يمكن أن نسميه بـ «مواجهة المشكلة قبل وقوعها»، أو التعامل مع المشاعر السلبية التي تتسبب عن التوتر بطريقة بنّاءة (غالباً ما تكون التكيف).* محاولة إقامة علاقات صداقة (الانتساب) - وتتضمن التعامل مع التوتر الناجم عن اللجوء لشبكة اجتماعية بهدف الحصول على دعم، لكن الفرد لا يتشارك مع الآخرين حتى يتجنب تحمل أي مسؤولية.
- الفكاهة - يخطو الفرد خارج ظرف معين لكسب منظور أكبر ولتسليط الضوء على أي جوانب فكاهية قد تكون موجودة في الظروف العصيبة التي يواجهها.[9]
- تعلية نفسية – تتيح المجال لـ "حل غير مباشر لصراع أو نزاع دون أن ينتج عنه أي عواقب وخيمة أو فقدان الرغبة.[11] تتيح هذه الآلية في الأساس توجيه العواطف المزعجة إلى مخرجات مقبولة اجتماعياً.

إعادة التقييم الإيجابي - إعادة توجيه الأفكار (الطاقة المعرفية) إلى أشياء جيدة قابلة للحدوث أو التنفيذ. وهذا يمكن أن يؤدّي إلى نمو ونضج الشخصية والتأمل الذاتي وإدراك قدرات الشخص وإمكانياته.
ومن آليات التكيّف الأخرى: الترقّب والإيثار والمراقبة الذاتية.

### التثبيط العقلي/وآليات التنصل
تؤدي هذه الآليات إلى ضعف الوعي حيال حالات القلق والأفكار المهددة والمخاوف وغيرها، ويتأتّى هذا من إدراك التهديدات المتصوَّرة
•الإزاحة (علم النفس) - ويكون هذا عندما يعيد الفرد توجيه مشاعرهم العاطفية عن وضع معين إلى وضع آخر أقل تهديداً.
• الكبت – يحدث القمع عندما يحاول الفرد إزالة أفكاره ومشاعره أو أي شيء مزعج أو مجهد يهدد إدراكه وذلك للانفصال عن الوضع برمته. عند حدوث هذا العزل لفترة طويلة بطريقة ناجحة، يكون الأمر أكثر من مجرد نكران للذات
• التكوين العكسي – يبدل الأفراد مشاعرهم أو أفكارهم أو سلوكهم بالضد. هي محاولة إزالة أي «أفكار غير مقبولة» من وعي الشخص عن طريق إبدالها بالأفكار العكسية تماماً.
من آليات التثبيط الأخرى: التراجع والتفكك والحركان والإسقاط النفسي والتبرير. وعلى الرغم من أن بعض الأشخاص يدّعون أن آليات تثبيط قد تزيد من مستوى التوتر لديهم لأن المشكلة لم تُحل، لكن فصلها عن الضغوطات يمكن أن يساعد الشخص على التحرر مؤقتاً من التوتر والتجهّز للتعامل مع المشكلات لاحقاً.

### الآليات النشطة
تتعامل هذه الأساليب مع التوتر من خلال قيام الفرد نفسه باتخاذ إجراء أو الانسحاب.
• التصرف - ينظر لهذا الأمر غالباً على أنه سلوك ينضوي على مشاكل أو عكس ما هو طبيعي. بدلاً من حل المشكلة يحاول الفرد التأقلم.
• العدوان السلبي - يكون هذا عندما يتعامل الشخص بشكل غير مباشر مع قلقه وأفكاره ومشاعره السلبية الناجمة عن التوتر والإجهاد من خلال التصرف بعدوانية أو إبداء الاستياء تجاه الآخرين.
تبعاً للحالة، كل آليات التأقلم مع المشكلة قابلة للتطبيق والعمل بها.

## التوتر والصحة

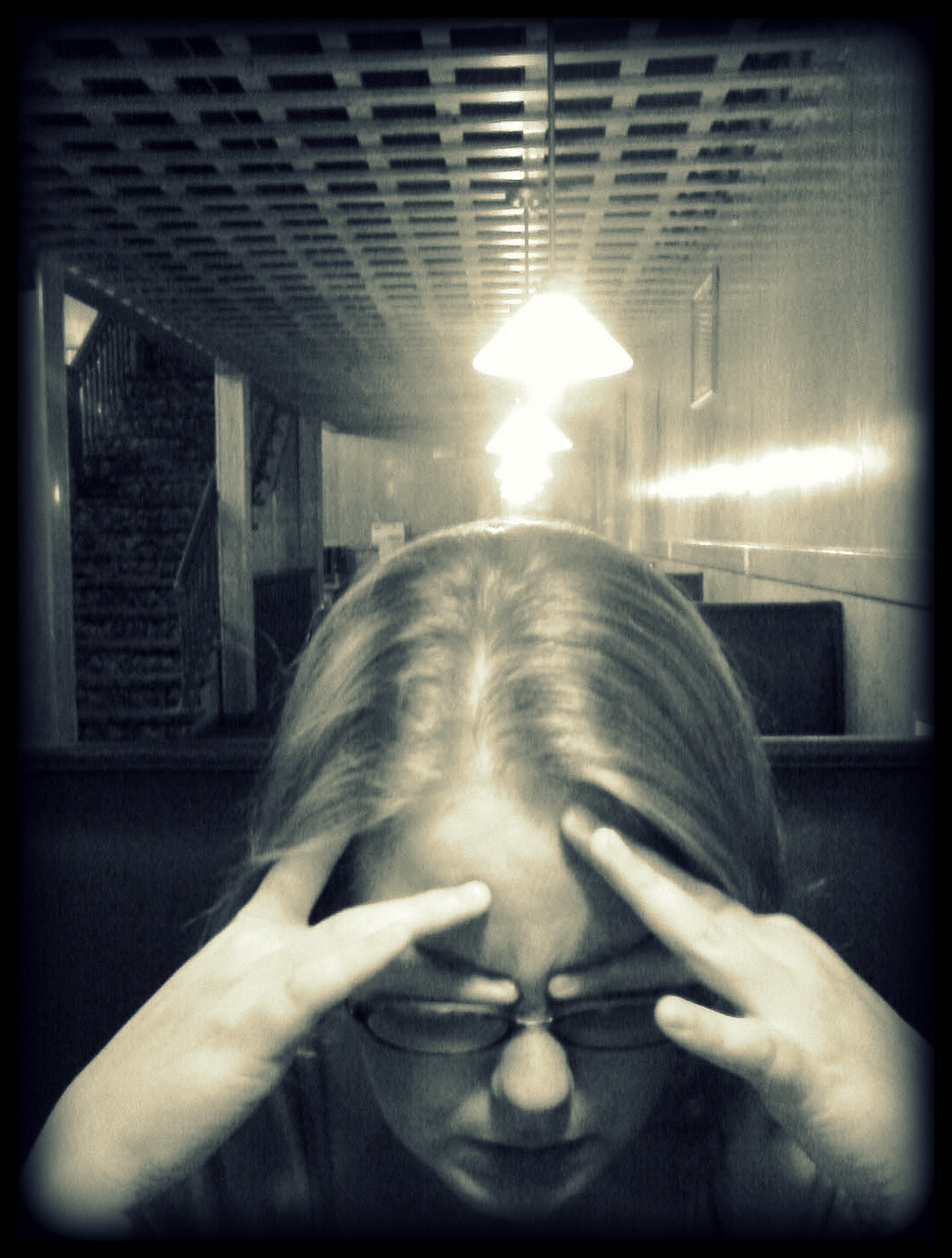
صورة بالأبيض والأسود لامرأة تصور مشاعر التوتر

تتطلب الاستجابة الفسيولوجية للإجهاد الكثير من طاقة الجسم. ما يشكّل كرباً عظيماً وخطر الإصابة بالمرض. عندما تستخدم طاقة الجسم في الاستجابة للضغوطات الطفيفة (أو الرئيسية)، فإن قدرة جهاز المناعة على العمل ستكون ضعيفة. هذا يجعل الفرد أكثر عرضة للأمراض الجسدية كالبرد والإنفلونزا. وينتج عن الأحداث المجهدة، كتغيير العمل، أرق وضعف النوم ومشاكل صحية أخرى.
تشير الدراسات الحديثة إلى أن هناك علاقة بين التوتر والسرطان في الحيوانات. يبدأ السرطان تحديداً من نمو وانقسام لا يمكن وقفه للخلايا ما ينتج عنه ورم. وينتهي المطاف بهذه الخلايا إلى ورم خبيث ينتشر إلى أجزاء أخرى من الجسم.
وجد الباحثون أن التوتر والإجهاد يلعبان دوراً كمنشّط لبعض العمليات التي يمكن أن تؤدي إلى أمراض كالدفاعات المضادة للفيروسات. لكن العديد من الاختبارات المتعلّقة بالتوتر لم تكن قادرة على تحديد علاقة التوتر بإصابة الإنسان بالسرطان
إن التوتر المزمن ونقص القدرة على التعامل مع ذلك الإجهاد يؤدّي إلى تطوّر القضايا النفسية لدى الفرد كالاكتئاب والقلق. الأمر صحيح فيما يتعلق بالضغوطات اليومية. هذه الأنواع من المجهدات تميل لأن يكون لها أثر سلبي أكثر على الصحة بسبب حدوثها وتكرارها يومياً، وبالتالي تتطلب استجابة فسيولوجية من الجسم يومياً. وبالتالي تستنزف طاقة الجسم بسرعة أكبر وذلك على مدى فترات طويلة، خاصة عند عدم إمكانية تجنّب هذه المجهدات كالأزمة على الطرقات.
أثبتت الدراسات أيضاً أن التوتر المزمن والعداء المرتبط بشخصية أ وشخصية ب يرتبطان بمخاطر أعلى لحدوث أمراض القلب والشرايين، يحدث هذا بسبب النظام المناعي ومستويات الاستثارة العالية في الجهاز العصبي الودي حيث أن هذه المستويات هي جزء من استجابة الجسم الفسيولوجية للأحداث المجهدة الموتّرة.
من الممكن للفرد أن يتحمّل التوتر المزمن والوضع الصحي. يهتم العديد من علماء النفس حالياً بدراسة العوامل التي تجعل الأفراد يتأقلمون بصعوبة والتهرب من معظم مشاكلهم الصحية والأمراض المرتبطة بمستويات عالية من التوتر. يمكن أن يرتبط التوتر باضطرابات نفسية كاضطراب القلق العام، والكآبة واضطراب الكرب التالي للرضح. لكن من الأهمية بمكان معرفة أن الجميع يصابون بمستويات معينة من التوتر وأن تشخيص الحالات يجب أن لا يقوم بها إلا الممارسون المرخص لهم بمزاولة تلك المهنة

## إدارة التوتر
يشير مصطلح التعامل مع الضغوط إلى مجموعة واسعة من التقنيات والعلاجات النفسية التي تهدف إلى السيطرة على مستويات التوتر لدى الشخص، خصوصاً الإجهاد المزمن، وذلك بهدف تحسين الأداء اليومي.

### الوقاية من الإجهاد وبناء القدرة على التكيف
على الرغم من تطوير العديد من التقنيات للتعامل مع العواقب المترتبة على الإجهاد، أجريت أبحاث على قدر كبير من الأهمية عن الوقاية من الإجهاد، وهو موضوع وثيق الصلة ببناء المرونة النفسية. وقد تم تطوير عدد من أساليب المساعدة الذاتية للوقاية من الإجهاد وبناء القدرة على التكيف، بالاعتماد أساساً على نظرية العلاج المعرفي السلوكي
قد يلعب الارتجاع البيولوجي دوراً في إدارة التوتر. قيّمت دراسة قام بها سوتارتو وآخرون تأثير ارتجاع رتابة التنفس البيولوجي، (الإقرار بوجود تقلب غير طوعي في معدل ضربات القلب والسيطرة عليه) وقد أجريت الدراسة على عينة من العاملين في مجال التصنيع؛ بيّنت الدراسة انخفاض معدلات القلق والإجهاد والاكتئاب بشكل ملحوظ.

## أنواع الضغوطات المسببة للتوتر
يمكن تعريف مسببات التوتر على أنها أي حدث أو تجربة أو محفّز بيئي قد يؤدي إلى توتر الفرد وإجهاده. يمكننا النظر إلى هذه الأحداث أو التجارب على أنها تهديدات أو تحديات تواجه الفرد ويمكن أن تكون إما جسدية أو نفسية. وقد وجد الباحثون أن الإجهاد يمكن أن يجعل الأفراد أكثر عرضة للمشاكل من الناحيتين الجسدية والنفسية، بما في ذلك الإصابة بأمراض القلب والأوعية الدموية والقلق.
يكون تأثير هذه الضغوطات والموتّرات على صحة الإنسان أكبر عندما تكون مزمنة ومُربكة ومسيطرة. في علم النفس، يصنّف الباحثون أنواع الضغوطات المختلفة إلى أربع فئات، هي:
1. الأزمات/الكوارث
2. الأحداث الرئيسية في الحياة
3. المتاعب اليومية/الضغوطات الصغيرة
4. الضغوطات المحيطة

### الأزمات/الكوارث
هذا النوع من مسببات الضغط والتوتر غير متوقع ولا يمكن التنبؤ به، ويكون خارج سيطرة الأفراد. من الأمثلة عليه الكوارث الطبيعية كالزلازل والفيضانات، والحروب. وعلى الرغم من أن هذه المسببات نادرة الحدوث، إلا أنها تسبب قدراً كبيراً من التوتر في حياة الإنسان. وقد خَلُصت دراسة أجرتها جامعة ستانفورد إلى أن عدد المتضررين والمصابين بالتوتر يزيد ما بعد الكوارث الطبيعية.

### الأحداث الكبيرة في الحياة
من الأمثلة الشائعة على أحداث الحياة: الزواج، والالتحاق بالجامعة وموت أحد أفراد الأسرة وولادة طفل]]. وقد تكون هذه الأحداث إيجابية أو سلبية. وقد أظهرت الأبحاث أن الأحداث الحياتية الكبرى نادراً ما تكون الأسباب الرئيسية للتوتر، بسبب ندرة حدوثها.
إن طول المدة الزمنية منذ حدوث الحدث وكونه حدث إيجابي أو سلبي هي من العوامل التي قد تسبب التوتر وتحدد مقداره، أو قد لا تكون المسبب. وجد الباحثون أن الأحداث التي وقعت خلال الشهر الماضي عموماً ليست مرتبطة بالتوتر أو المرض، في حين أن الأحداث التي وقعت أكثر من مرة على مدى الشهر الماضي ترتبط بالإجهاد أو المرض. إضافة لذلك، لا ترتبط أحداث الحياة الإيجابية بالتوترعادة، وإذا كانت مسببة له، فإن هذا التوتر يكون عامةً بسيطاً وغير ذي قيمة. في حين أن أحداث الحياة السلبية قد تسبب الإجهاد ومشاكل صحية كبرى.

### المتاعب اليومية
هذه الفئة هي أكثر أنواع الضغوطات شيوعاً. وتتضمن الإزعاجات اليومية والمتاعب الطفيفة. من الأمثلة على ذلك: اتخاذ القرارات، الالتزام بمواعيد التسليم في العمل أو المدرسة، الاختناقات المرورية، مواجهة شخص غاضب، وغير ذلك. تختلف مسببات الضغط اليومي من شخص لآخر، إذ لا يدرك الجميع وقوع حدث معين على أنه مُوَتّر. مثلاً، يجد معظم الناس إلقاء خطاب أمام العامة أمراً موتّراً لكن الخطابة بالنسبة للسياسيين أمر عادي ولا يسبب التوتر.
هناك ثلاثة أنواع سيكولوجية للنزاعات التي يمكن أن تسبب توتراً. الأول يحدث عندما يحاول الشخص الاختيار بين خيارين جذابين متكافئين، مثلاً الذهاب إلى السينما لحضور فيلم أو الذهاب إلى حفل موسيقي. الثاني يحدث عندما يحاول الشخص الاختيار بين خيارين متكافئين غير جذابين  مثلاً اختيار أخذ قرض من البنك دون شروط لسداد رهن عقاري أو بقاء المنزل مرهوناً.
أما النوع الثالث فيحدث عندما يضطر الشخص إلى الاختيار بين المشاركة في أمر ما أو تجنّب المشاركة، سواء كان ذلك جذاب أو لا.على سبيل المثال الالتحاق بكلية غالية الرسوم (ما يعني الحاجة إلى المال والقروض، لكن في الوقت ذاته الحصول على نوعية تعليم أفضل وفرصة عمل أفضل بعد التخرج).

### الضغوطات المحيطة
وكما توحي أسماؤها هذه الضغوطات منخفضة الدرجات تشكل جزءاً من البيئة المحيطة. وتعرّف على أنها الضغوطات المزمنة ذات القيمة السلبية غير العاجلة وغير الملموسة ويستعصي حلها اعتماداً على جهود الفرد. من الأمثلة على الضغوطات المحيطة التلوث والضجيج والازدحام وحركة المرور. على عكس الأنواع الثلاثة الأخرى فإن الضغوط المحيطة يمكن أن تؤثر سلبياً على التوتر دون إدراك هذا التأثير (لكن ليس بالضرورة وجود هذا الأثر.

## مقاييس التوتر
مقاييس التوتر هي قوائم لأحداث حياتية يمكن أن تُسهم في حدوث المرض لدى الفرد. المقياس الأكثر شيوعاً هو مقياس هولميز وراهي للتوتر، ويعرف أيضاً بمقياس تقييم إعادة التكيّف الاجتماعي. وقد طوّر هذا المقياس عالمي النفس توماس هولميز وريتشارد راهي عام 1967.
يتضمن المقياس 43 حدثاً يمكن أن تسبب توتراً. لحساب نتيجة الشخص، يتم جمع رقم «وحدات التغيّر الحياتي» إذا حدث الحدق في السنة الفائتة. إذا كانت النتيجة أعلى من 300، فإن هذا يعني أن الشخص في خطر التعرض للمرض، وإذا تراوحت النتيجة بين 150 و299 فهذا يعني أن خطر المرض متوسط والنتيجة الأقل من 150 تعني أن خطر الإصابة يكون طفيفاً.
| الحدث الحياتي                          | وحدات التغيّر الحياتي |
| -------------------------------------- | -------------------- |
| موت الزوج/الزوجة                       | 100                  |
| الطلاق                                 | 73                   |
| الانفصال                               | 65                   |
| الحكم بالسجن                           | 63                   |
| موت قريب من الدرجة الأولى              | 63                   |
| إصابة شخصية أو مرض                     | 53                   |
| الزواج                                 | 50                   |
| الطرد من العمل                         | 47                   |
| المصالحة الزوجية                       | 45                   |
| التقاعد                                | 45                   |
| تغيّر في صحة أحد أفراد العائلة          | 44                   |
| الحمل                                  | 40                   |
| صعوبات جنسية                           | 39                   |
| فرد جديد في الأسرة                     | 39                   |
| تعديل العمل                            | 39                   |
| تغيّر الوضع المالي                      | 38                   |
| موت صديق مقرّب                          | 37                   |
| تغيير خط العمل                         | 36                   |
| تغيّر في النقاشات والمحاججة             | 35                   |
| رهن عقار كبير                          | 32                   |
| رهن عقاري أو قروض                      | 30                   |
| تغيّر المسؤوليات في العمل               | 29                   |
| مغادرة أحد الأبناء                     | 29                   |
| مشاكل مع الأصهار                       | 29                   |
| إنجاز شخصي متميز                       | 28                   |
| بدء الزوج\الزوجة عمل جديد أو ترك العمل | 26                   |
| بدء أو إنهاء الدراسة                   | 26                   |
| تغيّر ظروف الحياة                       | 25                   |
| مراجعة العادات الشخصية                 | 24                   |
| مشاكل مع المسؤول في العمل              | 23                   |
| تغيير ساعات وظروف العمل                | 20                   |
| تغيير السكن                            | 20                   |
| تغيير المدرسة                          | 20                   |
| تغيّر في أنشطة الترفيه                  | 19                   |
| تغيّر في الأنشطة الدينية                | 19                   |
| تغيّر في النشاطات الاجتماعية            | 18                   |
| القروض الصغيرة والرهن العقاري          | 17                   |
| تغيّر في عادات النوم                    | 16                   |
| تغيّر في عدد أفراد الأسرة               | 15                   |
| تغيّر في عادات الأكل                    | 14                   |
| إجازة                                  | 13                   |
| انتهاك القانون                         | 10                   |

نسخة معدّلة لغير البالغين.
| أحداث في الحياة                                   | من الأحداث الحياتية |
| ------------------------------------------------- | ------------------- |
| حمل غير مرغوب به                                  | 100                 |
| موت أحد الوالدين                                  | 100                 |
| الزواج                                            | 95                  |
| طلاق الوالدين                                     | 90                  |
| حدوث تشوّه مرئي                                    | 80                  |
| أن يكون سبباً في حمل أمرأة خارج إطار الزواج        | 70                  |
| عقوبة سجن لأحد الوالدين لمدة تزيد عن سنة          | 70                  |
| انفصال الوالدين                                   | 69                  |
| موت أخ أو أخت                                     | 68                  |
| تغيّر قبول القرناء له                              | 67                  |
| حمل أخت غير متزوجة                                | 64                  |
| أن يكتشف الشخص أنه متبنى                          | 63                  |
| زواج الأم من رجل آخر أو الأب من أمرأة أخرى        | 63                  |
| موت صديق مقرّب                                     | 63                  |
| وجود تشوّه خلقي مرئي                               | 62                  |
| مرض خطير يتطلب العلاج في المستشفى                 | 58                  |
| الفشل في الحصول على علامات في الدراسة             | 56                  |
| عدم إجراء نشاطات لامنهجية                         | 55                  |
| وجود أحد الوالدين في المستشفى                     | 55                  |
| عقوبة السجن لأحد الوالدين مدة تزيد عن 30 يوماً     | 53                  |
| الأنفصال عن الصديق أو الصديقة                     | 53                  |
| البدء في المواعدة                                 | 51                  |
| الفصل من المدرسة                                  | 50                  |
| التورط في المخدرات أو الكحول                      | 50                  |
| ولادة أخ جديد أو أخت جديدة                        | 50                  |
| الجدال المتكرر بين الوالدين                       | 47                  |
| فقدان أحد الوالدين وظيفته                         | 46                  |
| إنجازات شخصية بارزة                               | 46                  |
| تغيّر في وضع الأسرة المالي                         | 45                  |
| أن يقبل في المدرسة التي اختارها                   | 43                  |
| أن يكون شخصاً مهماً في المدرسة الثانوية             | 42                  |
| استضافة أحد الأقارب                               | 41                  |
| غياب أحد الوالدين عن المنزل بصورة مفرطة           | 38                  |
| مغادرة أخ أو أخت المنزل                           | 37                  |
| تواجد شخص بالغ ثالث في العائلة                    | 34                  |
| الحصول على عضوية كاملة في مجتمع ديني (كنيسة مثلاُ) | 31                  |
| قلة النقاش بين الوالدين                           | 27                  |
| قلة النقاش مع الوالدين                            | 26                  |
| بدء الأب أو الأم العمل                            | 26                  |